# Рогатая сфера Александера

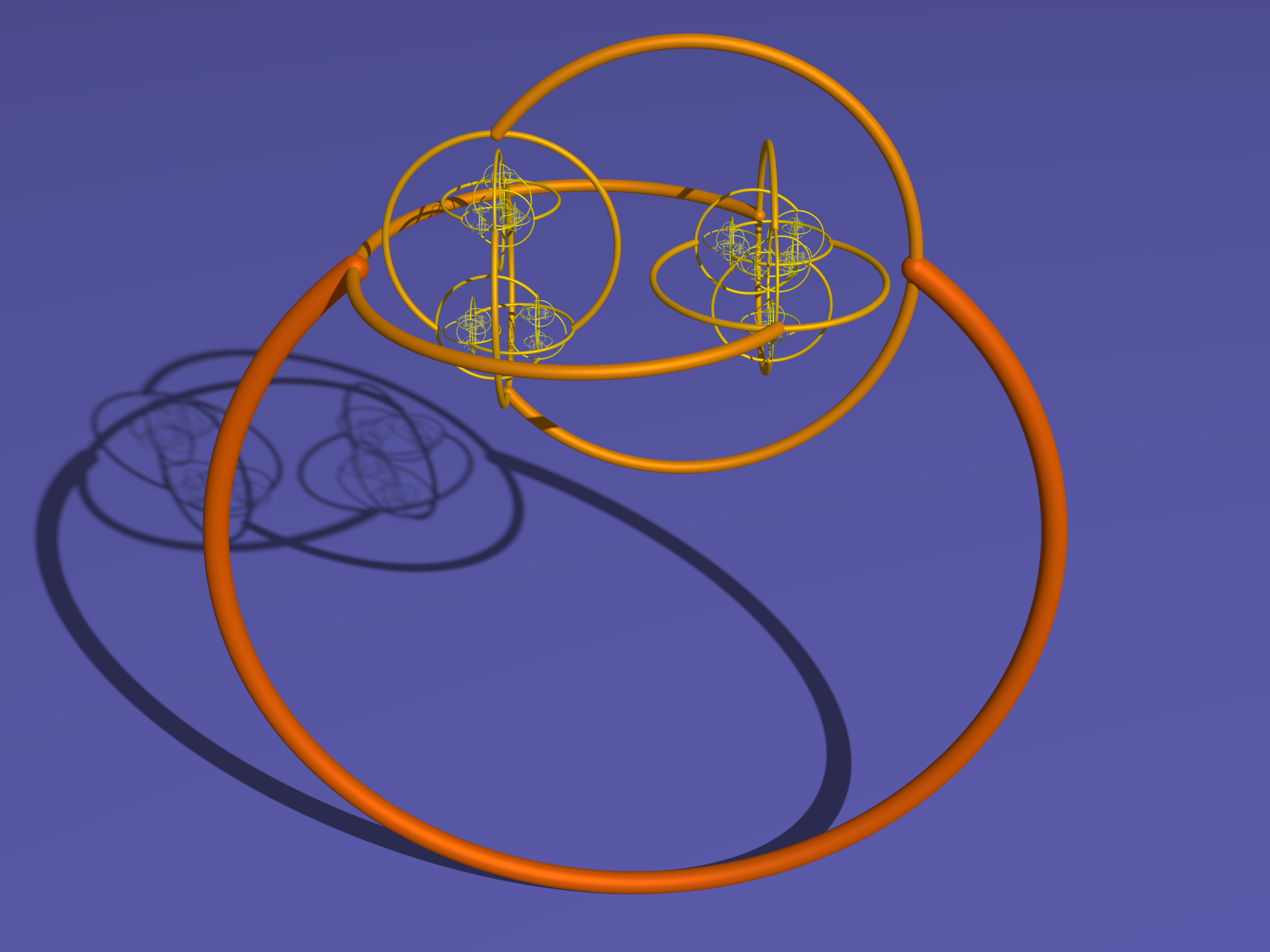
Рогатая сфера Александера — первый пример дикой сферы

Рогатая сфера Александера — патологический пример вложения сферы в пространство. 
Пример так называемой дикой сферы.
Впервые описана Джеймсом Александером в 1924 году.

## Построение
1. Сделаем радиальный разрез тора.
2. К каждому разрезу приклеим по проколотому тору, так, чтобы новые два тора были зацеплены друг с другом.
3. Повторим шаги 1—2 для добавленных двух торов. И так продолжим до бесконечности.

Точки торов, которые не будут удалены на каком-то этапе, образуют вложение сферы с исключённым канторовым множеством. Затем это вложение распространяется на всю поверхность.

Анимированное построение сферы Александера

Построенная поверхность гомеоморфна сфере {\displaystyle \mathbb {S} ^{2}}. Однако «дикость» построенного вложения проявляется в том, что внешняя часть дополнения не является односвязной, тогда как для обычного вложения сферы внешняя и внутренняя часть — односвязные множества.